# ماوريسيو أورتيغا
ماوريسيو أورتيغا (بالإسبانية: Mauricio Ortega) هو منافس ألعاب قوى كولومبي، ولد في 4 أغسطس 1994 في أبارتادو في كولومبيا.

## وصلات خارجية
- ماوريسيو أورتيغا على موقع الاتحاد الدولي لألعاب القوى (الإنجليزية)
- ماوريسيو أورتيغا على موقع الدوري الماسي (الإنجليزية)
- ماوريسيو أورتيغا على موقع اللجنة الأولمبية الدولية (الإنجليزية)
- ماوريسيو أورتيغا على موقع أوليمبيديا (الإنجليزية)